# Pidonia sadoensis
Pidonia sadoensis là một loài bọ cánh cứng trong họ Cerambycidae.